# Eleccions legislatives portugueses de 2009
Les eleccions legislatives portugueses de 2009 foren els comicis que se celebraren el diumenge 27 de setembre de 2009.

## Candidats
Els candidats a la presidència del Govern portuguès, de candidatures que van obtenir representació en els darrers comicis, foren:

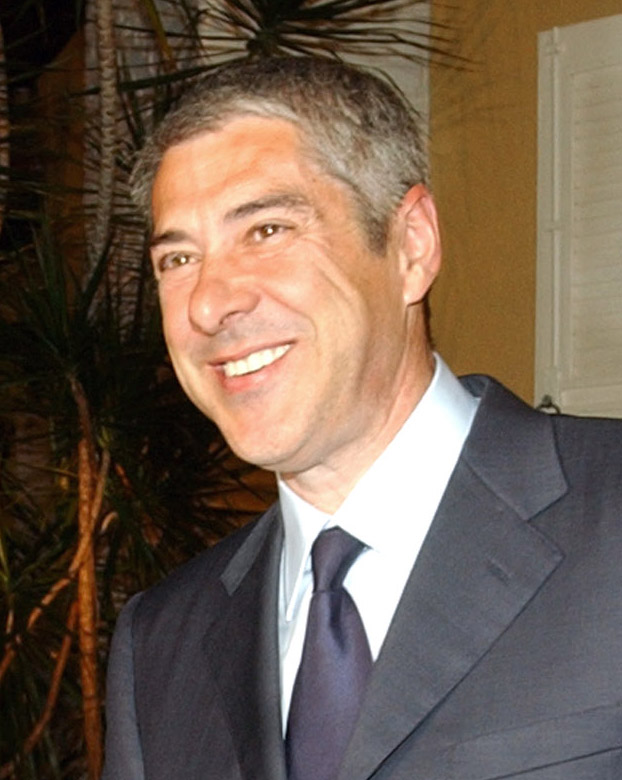
José Sócrates (Partit Socialista)
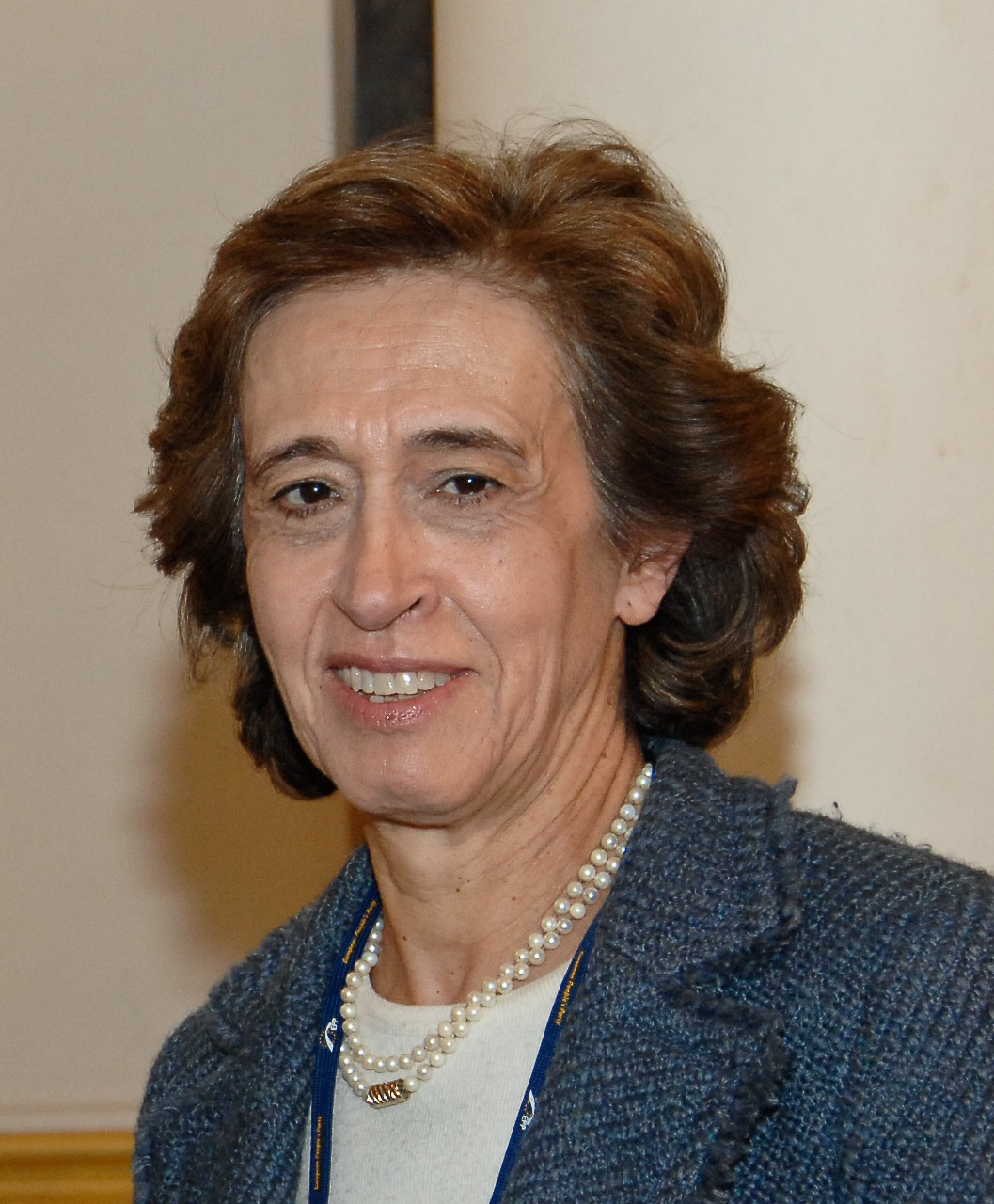
Manuela Ferreira Leite (Partit Socialdemòcrata)
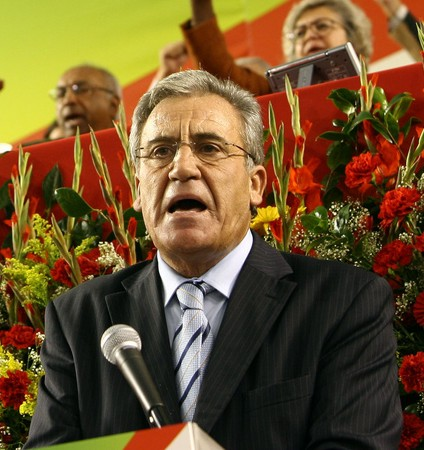
Jerónimo de Sousa (CDU)
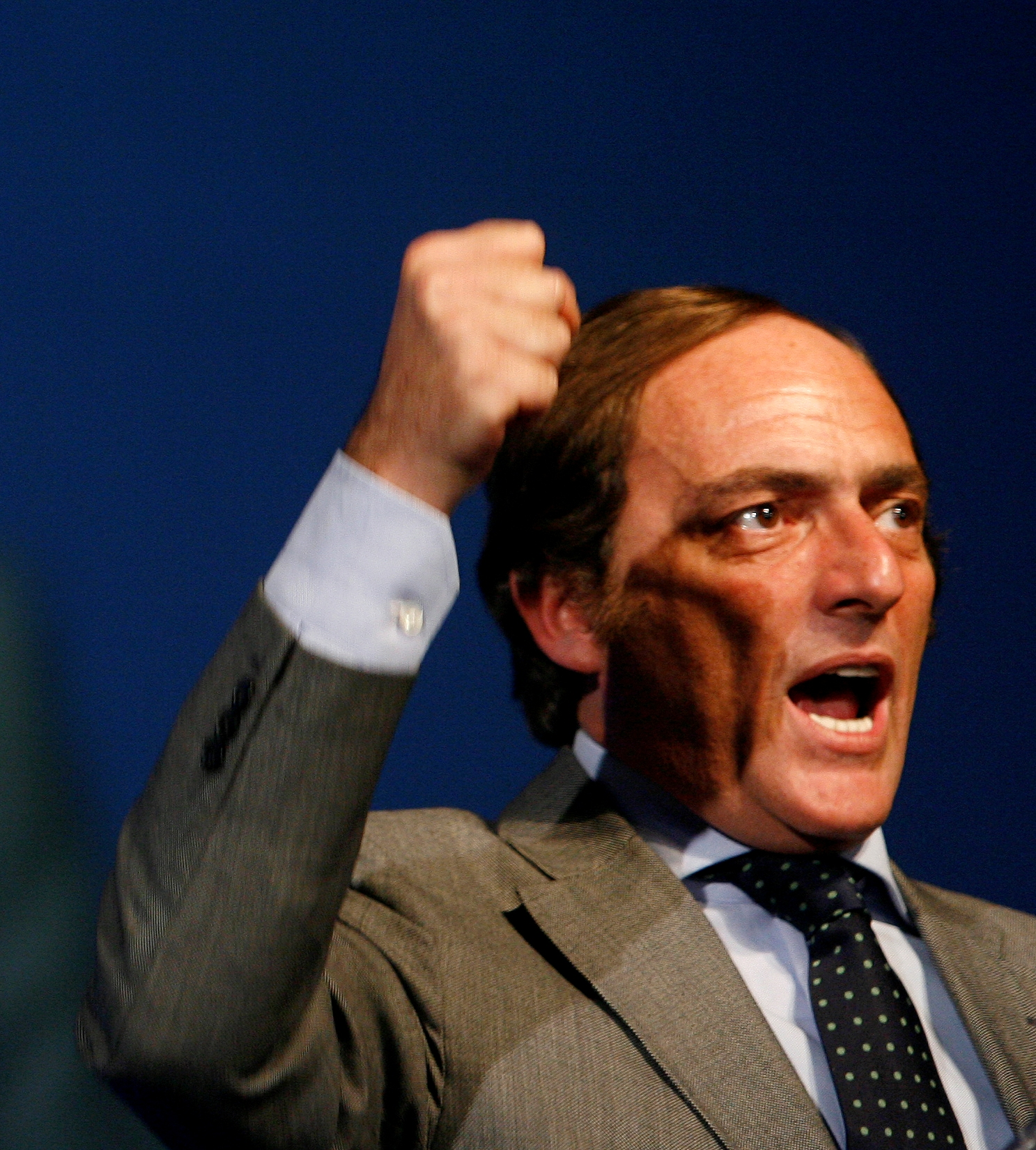
Paulo Portas (CDS / PP)
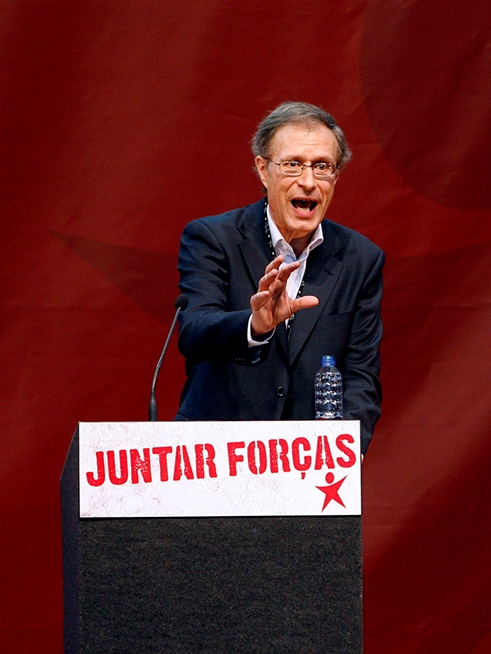
Francisco Louçã (Bloc d'Esquerra)

## Enquestes
| Data del sondeig    | Institut                                                    | PS    | PSD   | CDU   | BE    | CDS-PP |
| ------------------- | ----------------------------------------------------------- | ----- | ----- | ----- | ----- | ------ |
| Eleccions 2005      | —                                                           | 45%   | 28,8% | 7,6%  | 6,4%  | 7,3%   |
| març 2005           | Marktest Arxivat 2009-09-22 a Wayback Machine.              | 52%   | 26%   | 7%    | 7%    | 5%     |
| juny 2005           | Marktest Arxivat 2009-07-07 a Wayback Machine.              | 46%   | 28%   | 11%   | 7%    | 4%     |
| juny 2005           | Universidade Catolica Arxivat 2009-07-08 a Wayback Machine. | 42%   | 31%   | 11%   | 8%    | 3%     |
| setembre 2006       | Marktest Arxivat 2009-07-07 a Wayback Machine.              | 46%   | 30%   | 11%   | 8%    | 2%     |
| octubre 2006        | Marktest Arxivat 2009-07-07 a Wayback Machine.              | 42%   | 30%   | 11%   | 10%   | 4%     |
| gener 2007          | Marktest Arxivat 2009-07-07 a Wayback Machine.              | 43%   | 28%   | 9%    | 8%    | 8%     |
| juny 2007           | Marktest Arxivat 2009-07-08 a Wayback Machine.              | 40%   | 29%   | 10%   | 9%    | 7%     |
| juliol 2007         | Marktest Arxivat 2009-07-08 a Wayback Machine.              | 44%   | 29%   | 8%    | 9%    | 6%     |
| octubre 2007        | Marktest Arxivat 2009-07-08 a Wayback Machine.              | 37%   | 36%   | 12%   | 8%    | 3%     |
| novembre 2007       | Marktest Arxivat 2009-07-08 a Wayback Machine.              | 44%   | 32%   | 9%    | 7%    | 5%     |
| gener 2008          | Marktest Arxivat 2009-07-07 a Wayback Machine.              | 38%   | 34%   | 10%   | 7%    | 6%     |
| febrer 2008         | Marktest Arxivat 2009-07-07 a Wayback Machine.              | 36,1% | 33,4% | 12,8% | 8%    | 5,6%   |
| març 2008           | Marktest Arxivat 2009-07-07 a Wayback Machine.              | 37,8% | 31,9% | 12,1% | 10,4% | 4%     |
| abril 2008          | Marktest Arxivat 2009-07-07 a Wayback Machine.              | 38%   | 31,5% | 10,8% | 11,5% | 4,3%   |
| maig 2008           | Marktest Arxivat 2009-07-08 a Wayback Machine.              | 33%   | 32%   | 12,8% | 11,3% | 6,7%   |
| juny 2008           | Marktest Arxivat 2009-07-07 a Wayback Machine.              | 35,2% | 30,8% | 11,1% | 12,3% | 6,7%   |
| juliol 2008         | Marktest Arxivat 2009-07-08 a Wayback Machine.              | 36,7% | 32,7% | 10%   | 11,4% | 5,1%   |
| setembre 2008       | Marktest Arxivat 2009-07-08 a Wayback Machine.              | 36,1% | 29,3% | 12,6% | 10,9% | 7,1%   |
| octubre 2008        | Marktest Arxivat 2009-07-08 a Wayback Machine.              | 39,8% | 28,7% | 10%   | 11,4% | 6,4%   |
| novembre 2008       | Marktest Arxivat 2009-04-16 a Wayback Machine.              | 40,1% | 26,4% | 10%   | 13,1% | 6,2%   |
| December 2008       | Marktest Arxivat 2009-04-16 a Wayback Machine.              | 39,9% | 25,7% | 11%   | 11,6% | 8%     |
| gener 2009          | Marktest Arxivat 2009-04-16 a Wayback Machine.              | 39,6% | 24,9% | 11,9% | 10,1% | 9,7%   |
| febrer 2009         | Marktest Arxivat 2009-04-17 a Wayback Machine.              | 38,2% | 28,8% | 10,6% | 14%   | 4,1%   |
| març 2009           | Marktest Arxivat 2009-07-08 a Wayback Machine.              | 36,7% | 28,4% | 8,9%  | 12,6% | 9,4%   |
| abril 2009          | Marktest Arxivat 2009-12-02 a Wayback Machine.              | 36,2% | 26,4% | 11,2% | 13,6% | 8,3%   |
| maig 2009           | Marktest Arxivat 2009-10-27 a Wayback Machine.              | 36,3% | 28,3% | 9,4%  | 14,7% | 7,1%   |
| juny 2009           | Marktest Arxivat 2009-07-20 a Wayback Machine.              | 34,5% | 35,8% | 7,7%  | 11,4% | 4,4%   |
| juny 2009           | Eurosondagem                                                | 35,1% | 33%   | 9,7%  | 9,6%  | 7,4%   |
| juliol 2009         | Marktest Arxivat 2009-10-27 a Wayback Machine.              | 35,5% | 34,2% | 7,4%  | 14,3% | 4,4%   |
| juliol 2009         | Aximage                                                     | 30,5% | 30,3% | 9,5%  | 13,3% | 6,1%   |
| juliol 2009         | Eurosondagem                                                | 33%   | 31,1% | 9,4%  | 10%   | 8,5%   |
| 1-4 setembre 2009   | Aximage                                                     | 34,5% | 28,9% | 7,8%  | 10,4% | 8,1%   |
| 4-7 setembre 2009   | Marktest                                                    | 35,3% | 32,4% | 6,9%  | 16,2% | 5,2%   |
| 4-8 setembre 2009   | Universidade Católica Arxivat 2009-09-15 a Wayback Machine. | 37%   | 35%   | 8%    | 11%   | 6%     |
| 6-9 setembre 2009   | Eurosondagem                                                | 33,6% | 32,5% | 9,4%  | 9,6%  | 8%     |
| 11-14 setembre 2009 | Universidade Católica Arxivat 2009-09-22 a Wayback Machine. | 38%   | 32%   | 7%    | 12%   | 7%     |
| 12-15 setembre 2009 | INTERCAMPUS Arxivat 2009-09-22 a Wayback Machine.           | 32,9% | 29,7% | 9,2%  | 12%   | 7%     |
| 13-16 setembre 2009 | Eurosondagem                                                | 34.9% | 31,6% | 8,4%  | 9,6%  | 8,4%   |
| 14-17 setembre 2009 | Aximage                                                     | 36,1% | 29,7% | 7,5%  | 10%   | 7,6%   |
| 17-22 setembre 2009 | Universidade Católica                                       | 38%   | 30%   | 7%    | 11%   | 8%     |
| 18-21 setembre 2009 | Marktest Arxivat 2009-10-27 a Wayback Machine.              | 40%   | 31,6% | 7,2%  | 9,2%  | 8,2%   |
| 21-23 setembre 2009 | INTERCAMPUS Arxivat 2009-09-27 a Wayback Machine.           | 38%   | 29,9% | 8,4%  | 9,4%  | 7,7%   |
| 21-24 setembre 2009 | Aximage                                                     | 38,8% | 29,1% | 8,4%  | 10%   | 8,6%   |

## Resultats
El Partit Socialdemòcrata gairebé no registra ascens sobre el 28,7 aconseguit en 2005, però guanya diputats, d'aquesta manera, els socialistes perden la majoria absoluta. El populista Centre Democràtic Social / Partit Popular es converteix en la tercera força política. El marxista Bloc d'Esquerra duplica els seus diputats. L'última força de l'arc parlamentari, el Coalició Democràtica Unitària registra un lleuger augment de vots i diputats.
|              | Partit Socialista (PS)                             | 2.077.238 | 36,56 / 100 | 97 / 230 | 24 |
|              | Partit Socialdemòcrata (PPD/PSD)                   | 1.653.655 | 29,11 / 100 | 81 / 230 | 6  |
|              | Centre Democràtic Social / Partit Popular (CDS-PP) | 592.778   | 10,43 / 100 | 21 / 230 | 9  |
|              | Bloc d'Esquerra (BE)                               | 557.308   | 9,81 / 100  | 16 / 230 | 8  |
|              | Coalició Democràtica Unitària (CDU)                | 446.279   | 7,86 / 100  | 15 / 230 | 1  |
| Participació | Participació                                       | 5.681.258 | 59,68 / 100 | 230      | -  |

## Conseqüències
José Sócrates va formar un govern socialista en minoria.